# 拉福尔斯
拉福尔斯（法語：La Force，法語發音：[la fɔʁs] ⓘ）是法国多尔多涅省的一个市镇，属于贝尔热拉克区。

## 地理
拉福尔斯（44°52'7"N, 0°22'31"E）面积15.6 平方千米，位于法国新阿基坦大区多爾多涅省，该省份为法国西南部内陆省份，是法國本土面积第三大的省，大致对应佩里戈尔地区，北起顺时针与夏朗德省、上维埃纳省、科雷兹省、洛特省、洛特-加龙省、吉倫特省和滨海夏朗德省接壤。
与拉福尔斯接壤的市镇（或旧市镇、城区）包括：圣若尔热布朗卡内、拉蒙齐耶圣马尔坦、普里贡里约、圣皮埃尔代罗。

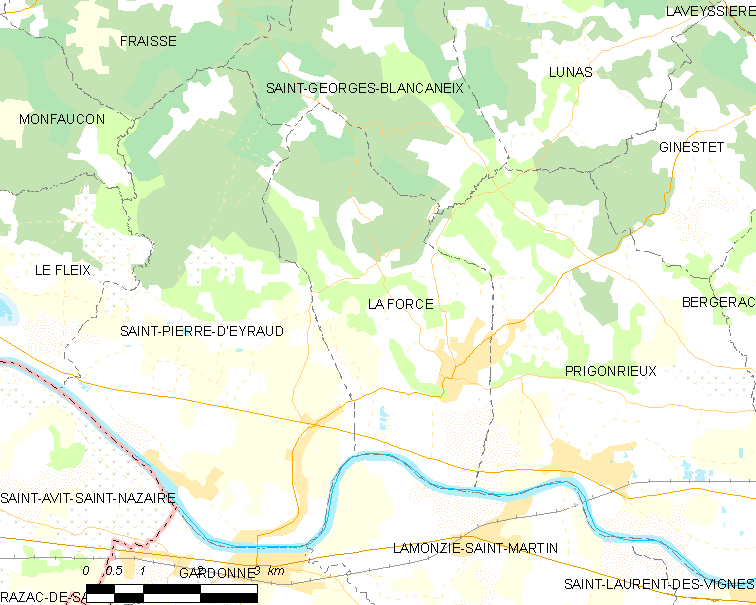
拉福尔斯的OSM定位图

拉福尔斯的时区为UTC+01:00、UTC+02:00（夏令时）。

## 行政
拉福尔斯的邮政编码为24130，INSEE市镇编码为24222。

## 政治
拉福尔斯所属的省级选区为拉福尔斯地区县。

## 人口

1962-2008年间拉福尔斯人口变化图示

拉福尔斯于2022年1月1日时的人口数量为2687人。